# Il burbero di buon cuore
Il burbero di buon cuore es una ópera del género drama jocoso (dramma giocoso), en dos actos, con música de Vicente Martín y Soler según un libreto de Lorenzo da Ponte, basado a su vez en Le bouru bienfaissant de Carlo Goldoni (1771). Se estrenó en el Burgtheater de Viena el 4 de enero de 1786.
Il Burbero di buon cuore fue la primera ópera bufa de una serie de tres que el compositor valenciano estrenó en Viena, hechas todas con Da Ponte. Las otras dos fueron Una cosa rara ossia bellezza ed onestà en este mismo año de 1786 y L'arbore di Diana un año después (1787). 
La ópera es coetánea de Las bodas de Fígaro de Mozart y ambas fueron repuestas en Viena tres años después, para las cuales el mismo Mozart compuso nuevas arias (dos en el caso de Il burbero di buon cuore que han quedado definitivamente incorporadas a la partitura). La obra es una característica comedia de carácter con elementos patéticos y sentimentales, muy del gusto del nuevo drama burgués. 
Esta ópera rara vez se representa en la actualidad; en las estadísticas de Operabase aparece con sólo 3 representaciones en el período 2005-2010.

## Personajes
| Personaje         | Tesitura  | Reparto del estreno, Viena, 4 de enero de 1786 |
| ----------------- | --------- | ---------------------------------------------- |
| Angelica          | soprano   | Nancy Storace                                  |
| Castagna          | barítono  |                                                |
| Cavalier Giocondo | tenor     |                                                |
| Madama Lucilla    | soprano   | Maria Piccinelli-Mandini                       |
| Marina            | contralto | Maria Mandini                                  |
| Dorval            | bajo      |                                                |
| Ferramondo        | bajo      | Francesco Benucci                              |
| Valerio           | tenor     |                                                |